# Museo dell'acqua
Il Museo dell'acqua (in ucraino Музей води?) è un museo di Kiev dedicato alle risorse idriche e al consumo razionale dell'acqua. Si trova all'interno di uno degli edifici del primo sistema di approvvigionamento idrico centralizzato della capitale ucraina, costruito a metà del XIX secolo, posto nel parco Chreščatyk. L'esposizione spiega la storia del sistema idrico di Kiev, il trattamento dell'acqua e dei rifiuti nella Kiev contemporanea e illustra anche il ruolo dell'acqua nelle attività umane.

## Storia
Il Museo dell'acqua fu istituito il 24 maggio 2003 dal governo cittadino di Kiev con il supporto del Ministero dell'ambiente danese durante la quinta conferenza ministeriale "Ambiente per l'Europa".
L'ingresso del museo è in una torre dell'acqua costruita nel 1876, mentre il centro amministrativo è situato in una seconda torre dell'acqua del 1872. Entrambi gli edifici furono ricostruiti nel 2003 rispettando i progetti originali. La parte principale dell'esposizione si trova in una cisterna sotterranea costruita nel 1909 su progetto del danese Karsten Møller.

## Mostra permanente
La mostra è informativa e interattiva. Il percorso museale rappresenta un viaggio attraverso il sistema di approvvigionamento idrico di Kiev e mostra il trattamento dell'acqua potabile e delle acque reflue. È anche presente un grande acquario con carpe koi che rappresenta l'importanza dell'acqua per tutte le forme di vita sul pianeta.
Le visite guidate sono organizzate in russo e ucraino, ma a richiesta sono disponibili anche guide di lingua inglese e francese.